# Zoodes subpilosus
Zoodes subpilosus är en skalbaggsart som först beskrevs av Anton Franz Nonfried 1894.
Zoodes subpilosus ingår i släktet Zoodes och familjen långhorningar. Inga underarter finns listade i Catalogue of Life.